# أورلاندو موسكيرا
أورلاندو موسكيرا (بالإسبانية: Orlando Mosquera) هو لاعب كرة قدم بنمي في مركز حراسة المرمى، ولد في 25 ديسمبر 1994 في مدينة بنما في بنما. شارك مع منتخب بنما لكرة القدم. ويلعب حالياً مع نادي الفيحاء